# Studierendenwerk München Oberbayern

Logo seit 2023

Logo 2010 bis 2022

Das Studierendenwerk München Oberbayern ist laut der Verordnung über die bayerischen Studentenwerke für insgesamt 15 Hochschulen mit rund 135.000 Studierenden (Wintersemester 2021/22) in München und an weiteren Standorten in Oberbayern (Martinsried, Garching, Benediktbeuern, Freising, Rosenheim, Burghausen, Ottobrunn) zuständig.
Zu seiner Aufgabe zählt die wirtschaftliche, soziale, gesundheitliche und kulturelle Betreuung der Studenten. Es besitzt die Rechtsform der Anstalt des öffentlichen Rechts, die Aufsichtsbehörde und Rechtsaufsicht ist das Bayerische Staatsministerium für Wissenschaft und Kunst. Es ist Mitglied im Deutschen Studierendenwerk (DSW) und im Paritätischen Wohlfahrtsverband Bayern e. V. Darüber hinaus ist das Studentenwerk München zum Zweck der Aus- und Weiterbildung Mitglied der Arbeitsgemeinschaft der Studierendenwerke Süd-West (ARGE) sowie Mitglied in der Interessengemeinschaft der Studierendenwerke Süd-West (INGE e. V.).
Die Studentenwerke in Deutschland sind nach dem Ersten Weltkrieg aus Selbsthilfeorganisationen der Studierenden entstanden. Das Studentenwerk München entstand 1920 als Verein und ist damit nach dem Studentenwerk Dresden das zweitälteste deutsche Studentenwerk. Nach Zahl der Studierenden im Zuständigkeitsbereich ist das Studierendenwerk München Oberbayern (STWM) nach dem Studierendenwerk Berlin das zweitgrößte Studierendenwerk. Kein anderes Studierendenwerk in Deutschland stellt mehr Wohnplätze für seine Studierenden bereit (Siehe Zahlenspiegel des DSW, S. 59).

## Betreute Universitäten
Folgende Hochschulstandorte werden vom Studierendenwerk München Oberbayern betreut:
- Ludwig-Maximilians-Universität München
- Technische Universität München[3]
  - Standort München
  - Standort Garching
  - Standort Weihenstephan
  - Standort Heilbronn (in Kooperation mit dem Studierendenwerk Heidelberg)
  - Standort Singapur
- Akademie der Bildenden Künste München
- Hochschule für Musik und Theater, München
- Hochschule für Fernsehen und Film, München
- Hochschule für Politik, München
- Hochschule für Philosophie München
- Hochschule für angewandte Wissenschaften München
- Hochschule für angewandte Wissenschaften Weihenstephan-Triesdorf, Standort: Freising
- Technische Hochschule Rosenheim, Standorte: Rosenheim, Mühldorf a. Inn, Burghausen
- Sprachen & Dolmetscher Institut München
- Blocherer Schule für Innenarchitektur und Kommunikationsdesign (ohne BAföG-Vollzug)
- Katholische Stiftungshochschule München, Standorte: München und Benediktbeuern
- International School of Management, München
- Hochschule der Bayerischen Wirtschaft (HDBW) München Messe[3]
- Ukrainische Freie Universität

## Organe
Der Vertretungsversammlung gehören je betreuter Hochschule an: 1 Mitglied der Hochschulleitung, 2 Professoren, 2 Studenten, 1 Frauenbeauftragter und 1 Behindertenbeauftragter.
Die jeweiligen Personen werden von der jeweiligen Hochschule in dieses Gremium entsendet. Die Vertretungsversammlung wählt dann wiederum den Verwaltungsrat.
Dem Verwaltungsrat gehören an:
2 Vertreter der Professorenschaft bzw. der Hochschulleitung, 3 Vertreter der Studentenschaft, 1 Person des öffentlichen Lebens, 1 Vertreter der Mitarbeiter des Studentenwerks (Personalrat), 1 Frauenbeauftragter einer der Hochschulen, 1 Behindertenbeauftragter einer der Hochschulen.
Die Aufgaben des Verwaltungsrats sind:
(1) Der Verwaltungsrat nimmt die Prüfung der Jahresrechnung vor.
(2) Der Verwaltungsrat beschließt über
1. den Wirtschaftsplan,
2. die Entlastung der Geschäftsführung auf Grund der geprüften Jahresrechnung,
3. die Bestellung und Entlassung des Geschäftsführers oder der Geschäftsführerin und des Stellvertreters oder der Stellvertreterin,
4. Erwerb, Belastung und Veräußerung von Grundvermögen,
5. Satzungen nach Art. 95 Abs. 3 und 4.
Aktueller Vorsitzender des Verwaltungsrats ist Thomas Schmid. Die Geschäftsführung hat aktuell Claudia Meijering inne.

## Wohnheime
Die größten Wohnheime befinden sich in der Studentenstadt Freimann („StuSta“) und im Studentendorf Oberwiesenfeld am Rande des Olympiaparks. In der Studentenstadt wurden erstmals in Deutschland Spaceboxes aufgestellt, die mittlerweile aber nicht mehr vermietet werden.
Das Studentenwerk verfügt über folgende Wohnanlagen:
| München Mitte                                               | - Agnes-/Adelheidstraße & Internationales Haus - Biedersteiner Straße - Chiemgaustraße - Dachauer Straße - Hedwig-Dransfeld-Allee - Kaulbachstraße - Kreittmayrstraße - Lothstraße - Studentendorf Oberwiesenfeld - Schwere-Reiter-Straße - Türkenstraße |
| München Nord                                                | - Felsennelkenanger - Heidemannstraße - Moosacher Straße - Studentenstadt Freimann |
| München Süd                                                 | - Heiglhofstraße - Sauerbruchstraße |
| München Süd/West                                            | - Stiftsbogen |
| München West                                                | - Notburgastraße |
| Wohnanlagen in Garching (ca. 15 km nördlich von München)    | - Garching Jochbergweg (Garching I) - Garching Enzianstraße (Garching II) |
| Wohnanlage in Oberschleißheim                               | - Oberschleißheim |
| Wohnanlagen in Freising (ca. 40 km nordöstlich von München) | - Vöttinger Straße (Weihenstephan I) - Giggenhauserstraße (Weihenstephan II) - Lange Point (Weihenstephan III) - Giggenhauserstraße (Weihenstephan IV)                                                                                                   |
| Wohnanlagen in Rosenheim (ca. 70 km südöstlich von München) | - Marienberger Straße (Rosenheim I) - Westerndorfer Straße (Rosenheim II) |